# YAGNI
YAGNI (Nie będziesz tego potrzebować, ang. You aren't gonna need it) – zasada pochodząca z programowania ekstremalnego, kładąca nacisk na wysokie ryzyko tworzenia kodu zanim będzie potrzebny.
Często zdarza się, że tworzony jest kod na wszelki wypadek, nawet gdy nie jest potrzebny w danym momencie. Może się później okazać, że nasza ocena co do użyteczności kodu lub jego działania była błędna i funkcja będzie wymagała refaktoryzacji lub całkowitego usunięcia. Dlatego zalecane jest stosowanie zasady YAGNI, czyli odkładanie pisania kodu na później, wtedy gdy będzie naprawdę potrzebny.